# Fierbinți-Târg
Fierbinți-Târg (în trecut, Fierbinți-Stroești și Târgu Fierbinți) este un oraș în județul Ialomița, Muntenia, România, format din localitatea componentă Fierbinți-Târg (reședința), și din satele Fierbinții de Jos, Fierbinții de Sus și Grecii de Jos.

## Așezare
Orașul se află în extremitatea vestică a județului, la limita cu județul Ilfov, pe malurile râului Ialomița, la coada lacului Dridu pe care acest râu îl formează chiar înainte de confluența sa cu Prahova. Prin oraș trece șoseaua județeană DJ101, care îl leagă spre est de Dridu și Jilavele (unde se termină în DN1D), și spre vest în județul Ilfov de Nuci, Moara Vlăsiei, Balotești (unde se intersectează cu DN1), Corbeanca și Buftea (unde se termină în DN1A).

## Istorie
Localitatea Fierbinți din această zonă este atestată documentar în prima jumătate a secolului al XVII-lea, între anii 1620 și 1650.
La sfârșitul secolului al XIX-lea, Fierbinți-Târg avea statut de comună rurală, purta numele de Fierbinți-Stroești, era arondată plășii Mostiștea a județului Ilfov și avea în compunere satele Fierbinții de Sus, Fierbinții de Jos, Fierbinți-Gruiu, Fierbinții Târgului și Stroești, cu o populație totală de 2289 de locuitori, ce trăiau în 559 de case. În comună funcționau o companie de dorobanți, un birou telegrafic, trei biserici și două școli (una de băieți și una de fete). Anuarul Socec din 1925 consemnează comuna cu numele de Fierbinți, ca reședință a plășii Fierbinți din același județ; comuna avea 4360 de locuitori în satele Fierbinții de Jos, Fierbinții de Sus, Fierbinți-Târgul, Fundu Dănoiului, Micșuneștii Mari și Stroești. În 1931, din comuna Fierbinți s-a separat comuna Târgul-Fierbinți, cu satele Fierbinții de Jos, Fundu Danciului, Micșuneștii Mari, N.T. Filitis și Târgu Fierbinți; comuna Fierbinți a rămas cu satele Fierbinții de Sus și Stroești. În timp, comuna Fierbinți a fost absorbită de comuna Târgu-Fierbinți.
În 1950, a trecut la raionul Căciulați, apoi (după 1956) la raionul Urziceni, ambele aparținând regiunii București. Satul Fundu Danciului a luat în 1964 numele de Mircești, iar satul N.T. Filitis a luat tot atunci numele de Satul Nou. În 1968, deja denumită Fierbinți-Târg, comuna a revenit la județul Ilfov, reînființat; tot atunci, au dispărut satele Mircești, Satul Nou (incluse în satul Fierbinți-Târg) și Stroești (inclus în satul Fierbinții de Sus). În 1981, o reorganizare administrativă regională a dus la transferarea comunei la județul Ialomița.
Comuna Fierbinți-Târg a fost declarată oraș prin legea nr. 83/2004.
De asemenea tot în Fierbinți-Târg se filmează serialului difuzat de Pro TV, Las Fierbinți.

## Demografie
Componența etnică a orașului Fierbinți-Târg
     Români (93,35%)
     Romi (1,28%)
     Alte etnii (0,11%)
     Necunoscută (5,26%)
Componența confesională a orașului Fierbinți-Târg
     Ortodocși (93,51%)
     Alte religii (0,76%)
     Necunoscută (5,74%)
Conform recensământului efectuat în 2021, populația orașului Fierbinți-Târg se ridică la 4.620 de locuitori, în scădere față de recensământul anterior din 2011, când fuseseră înregistrați 4.969 de locuitori. Majoritatea locuitorilor sunt români (93,35%), cu o minoritate de romi (1,28%), iar pentru 5,26% nu se cunoaște apartenența etnică. Din punct de vedere confesional, majoritatea locuitorilor sunt ortodocși (93,51%), iar pentru 5,74% nu se cunoaște apartenența confesională.

## Politică și administrație
Orașul Fierbinți-Târg este administrat de un primar și un consiliu local compus din 13 consilieri. Primarul, Iuksel Iusein[*], de la Partidul Social Democrat, este în funcție din octombrie 2020. Începând cu alegerile locale din 2024, consiliul local are următoarea componență pe partide politice:
|  | Partid                    | Consilieri | Componența Consiliului | Componența Consiliului | Componența Consiliului | Componența Consiliului | Componența Consiliului | Componența Consiliului | Componența Consiliului | Componența Consiliului | Componența Consiliului |
|  | ------------------------- | ---------- | ---------------------- | ---------------------- | ---------------------- | ---------------------- | ---------------------- | ---------------------- | ---------------------- | ---------------------- | ---------------------- |
|  | Partidul Social Democrat  | 9          |                        |                        |                        |                        |                        |                        |                        |                        |                        |
|  | Partidul Național Liberal | 3          |                        |                        |                        |                        |                        |                        |                        |                        |                        |
|  | Alianța Dreapta Unită     | 1          |                        |                        |                        |                        |                        |                        |                        |                        |                        |

## Monumente istorice
În orașul Fierbinți se află biserica „Sfânta Maria”, ce datează din 1754, monument istoric de arhitectură de interes național, aflată în localitatea componentă Grecii de Jos și lângă aceasta, biserica noua făcută de Zaharia Adrian.
În rest, alte șapte obiective din oraș sunt incluse în lista monumentelor istorice din județul Ialomița ca monumente de interes local. Unul este un sit arheologic, aflat în zona „Malul Roșu” a localității Fierbinți-Târg, și cuprinde două necropole — una daco-romană din secolele al III-lea–al IV-lea, și alta medievală, din secolele al XVI-lea–al XVIII-lea. Un alt monument este clasificat ca monument memorial sau funerar: mormântul generalului Eracle Arion, de la sfârșitul secolului al XIX-lea și aflat în incinta centrului de asistență socială.
Celelalte cinci sunt clasificate ca monumente de arhitectură: biserica „Sfântul Nicolae” (1854), casa Alexe Tănase (1922), biserica „Adormirea Maicii Domnului” (1842)  — toate trei din satul Fierbinții de Sus — biserica „Sfântul Gheorghe” (1863, refăcută în 1915) și primăria (1929) — ultimele patru din localitatea Fierbinți-Târg.

## Personalități născute aici
- Marin Constantin (n. 1952), poet.
- Tița Stefan (n. 1942), cântăreață muzică populară
- Marian Ștefan (n. 1939) istoric, scriitor, poet
- Lelia Maftei (n. 1960), matematician, antreprenor, filozof;
- Florin Cazan⁠(d) (n. 1997), fotbalist.